# Mattawa (Washington)
Mattawa ist eine City im Grant County im US-Bundesstaat Washington. Das U.S. Census Bureau hat bei der Volkszählung 2020 eine Einwohnerzahl von 3335 ermittelt.

## Geschichte

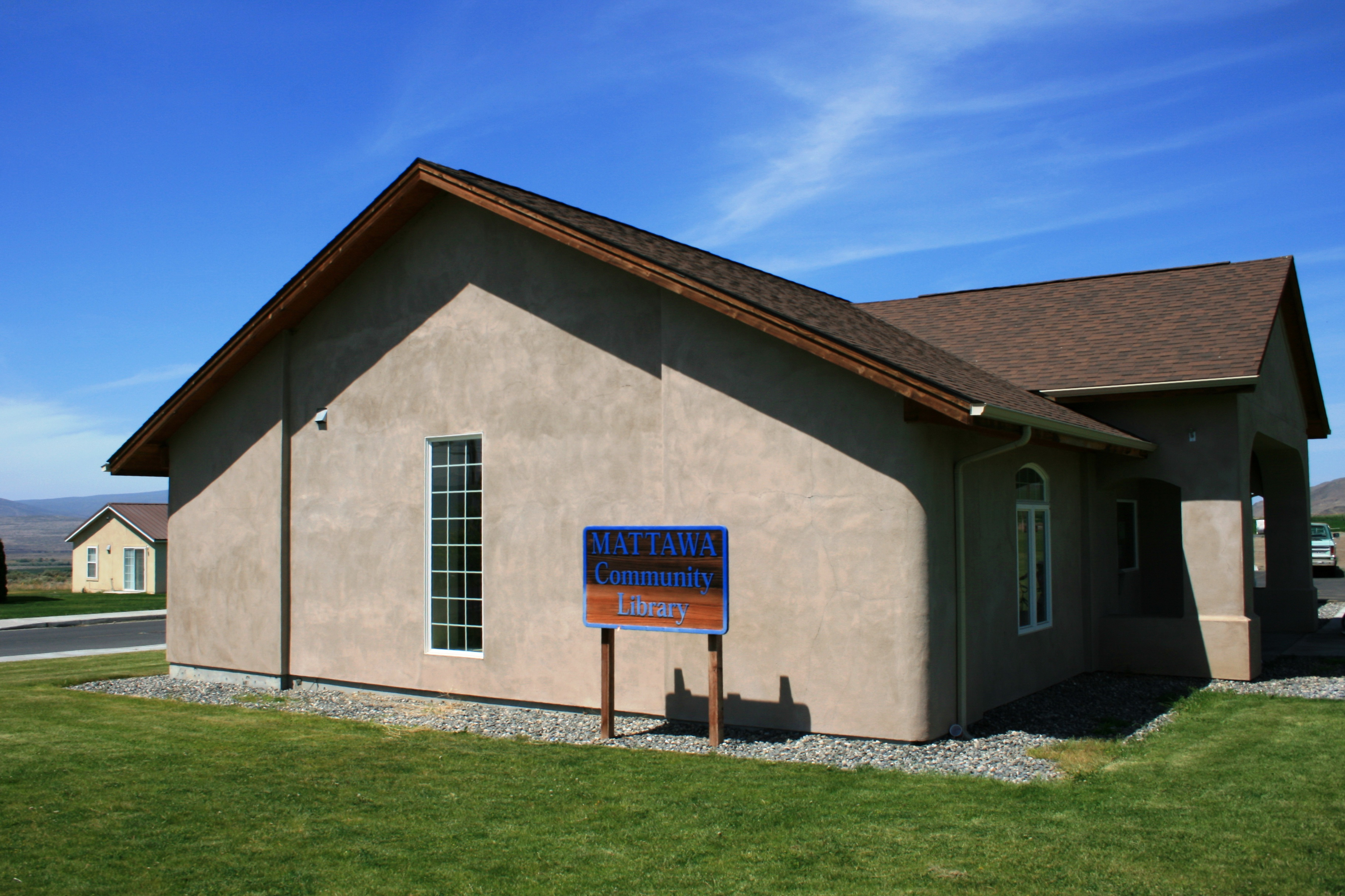
Außenansicht des Strohballenbaus der Bibliothek (2002 von der IronStraw Group gebaut) in Mattawa (2008)

Die Stadt Mattawa wurde ursprünglich 1909 von E. und Eva Campbell parzelliert, aber zu dieser Zeit nicht als Stadt anerkannt. Mit dem Bau der nahegelegenen Staudämme Priest Rapids Dam und Kraftwerk Wanapum erlebte die Stadt einen Boom als Heimstatt für die Bauarbeiter. Mattawa wurde am 3. Juni 1958 offiziell als Stadt anerkannt. Der Port of Mattawa, ein Gebiet mit mehreren Industriestandorten, wurde ebenfalls 1958 gegründet. Mattawa hat die ersten Bibliothek in den Vereinigten Staaten, die als Strohballenbau ausgeführt wurde. Am 3. Dezember 2009 wurde die City of Mattawa zu einer sogenannten „non-charter Code City“, im Bundesstaat Washington eine Stadt mit maximaler lokaler Kontrolle unter der Verfassung und den Gesetzen des Bundesstaats.

## Geographie
Nach dem United States Census Bureau nimmt die Stadt eine Gesamtfläche von 1,92 Quadratkilometern ein, worunter keine Wasserflächen sind.

### Klima
Nach der Klimaklassifikation nach Köppen und Geiger hat Mattawa ein semiarides Klima (abgekürzt „BSk“).
|                        | Jan   | Feb   | Mär   | Apr  | Mai  | Jun  | Jul  | Aug  | Sep  | Okt   | Nov   | Dez   |   |       |
| Mittl. Temperatur (°C) | −33,3 | −31,1 | −16,1 | −6,1 | −4,4 | 1,1  | 5    | 3,9  | −3,3 | −12,8 | −28,3 | −28,3 | ⌀ | −12,7 |
| Mittl. Tagesmax. (°C)  | −0,6  | 2,8   | 7,1   | 11,3 | 16,1 | 20,2 | 23,9 | 23,1 | 17,8 | 11,1  | 4,1   | −0,2  | ⌀ | 11,4  |
| Mittl. Tagesmin. (°C)  | 20,6  | 21,7  | 27,8  | 35,6 | 40,6 | 42,8 | 45   | 46,1 | 39,4 | 31,7  | 23,9  | 21,1  | ⌀ | 33,1  |
|                        |       |       |       |      |      |      |      |      |      |       |       |       |   |       |
| Niederschlag (mm)      | 26    | 18    | 18    | 13   | 13   | 14   | 7    | 7    | 8    | 13    | 27    | 31    | Σ | 195   |
|                        |       |       |       |      |      |      |      |      |      |       |       |       |   |       |
| Regentage (d)          | 7     | 5     | 5     | 4    | 4    | 3    | 2    | 2    | 2    | 4     | 7     | 8     | Σ | 53    |

| 20,6 |

| 21,7 |

| 27,8 |

| 35,6 |

| 40,6 |

| 42,8 |

| 45 |

| 46,1 |

| 39,4 |

| 31,7 |

| 23,9 |

| 21,1 |

| 20,6 |

| 21,7 |

| 27,8 |

| 35,6 |

| 40,6 |

| 42,8 |

| 45 |

| 46,1 |

| 39,4 |

| 31,7 |

| 23,9 |

| 21,1 |

## Demographie
Das Mattawa Police Department (MAPD) besteht gegenwärtig aus einem Polizeichef und vier Vollzeit-Beamten.
Mattawa wird vom Wahluke School District versorgt.

### Census 2000
Nach der Volkszählung von 2000 gab es in Mattawa 2.609 Einwohner, 495 Haushalte und 438 Familien. Die Bevölkerungsdichte betrug 2055,8 pro km². Es gab 576 Wohneinheiten bei einer mittleren Dichte von 453,9 pro km².
Die Bevölkerung bestand zu 29,59 % aus Weißen, zu 0,19 % aus Afroamerikanern, zu 0,54 % aus Indianern, zu 0,92 % aus Asiaten, zu 65,85 % aus anderen „Rassen“ und zu 2,91 % aus zwei oder mehr „Rassen“. Hispanics oder Latinos „jeglicher Rasse“ bildeten 89,8 % der Bevölkerung.
Von den 495 Haushalten beherbergten 66,7 % Kinder unter 18 Jahren, 64,2 % wurden von zusammen lebenden verheirateten Paaren, 10,7 % von alleinerziehenden Müttern geführt; 11,5 % waren Nicht-Familien. 5,5 % der Haushalte waren Singles und 2 % waren alleinstehende über 65-jährige Personen. Die durchschnittliche Haushaltsgröße betrug 5,27 und die durchschnittliche Familiengröße 4,79 Personen.
Der Median des Alters in der Stadt betrug 22 Jahre. 38,1 % der Einwohner waren unter 18, 20,4 % zwischen 18 und 24, 32,4 % zwischen 25 und 44, 7,6 % zwischen 45 und 64 und 1,5 65 Jahre oder älter. Auf 100 Frauen kamen 151,8 Männer, bei den über 18-Jährigen waren es 179,2 Männer auf 100 Frauen.
Alle Angaben zum mittleren Einkommen beziehen sich auf den Median. Das mittlere Haushaltseinkommen betrug 31.964 US$, in den Familien waren es 25.921 US$. Männer hatten ein mittleres Einkommen von 13.669 US$ gegenüber 13.333 US$ bei Frauen. Das Pro-Kopf-Einkommen betrug 7.510 US$. Etwa 30,6 % der Familien und 34,4 % der Gesamtbevölkerung lebte unterhalb der Armutsgrenze; das betraf 38 % der unter 18-Jährigen und 42,6 % der über 65-Jährigen.

### Census 2010
Nach der Volkszählung von 2010 gab es in Mattawa 4.437 Einwohner, 791 Haushalte und 725 Familien. Die Bevölkerungsdichte betrug 2315 pro km². Es gab 843 Wohneinheiten bei einer mittleren Dichte von 439,8 pro km².
Die Bevölkerung bestand zu 45 % aus Weißen, zu 0,9 % aus Afroamerikanern, zu 1,1 % aus Indianern, zu 0,1 % aus Asiaten, zu 49,7 % aus anderen „Rassen“ und zu 3,4 % aus zwei oder mehr „Rassen“. Hispanics oder Latinos „jeglicher Rasse“ bildeten 95,7 % der Bevölkerung.
Von den 791 Haushalten beherbergten 82,8 % Kinder unter 18 Jahren, 70,7 % wurden von zusammen lebenden verheirateten Paaren, 10,6 % von alleinerziehenden Müttern und 10,4 % von alleinstehenden Vätern geführt; 8,3 % waren Nicht-Familien. 2,3 % der Haushalte waren Singles und 0,6 % waren alleinstehende über 65-jährige Personen. Die durchschnittliche Haushaltsgröße betrug 5,61 und die durchschnittliche Familiengröße 5,28 Personen.
Der Median des Alters in der Stadt betrug 22 Jahre. 42 % der Einwohner waren unter 18, 14,3 % zwischen 18 und 24, 33,1 % zwischen 25 und 44, 8,7 % zwischen 45 und 64 und 1,8 65 Jahre oder älter. Von den Einwohnern waren 55,7 % Männer und 44,3 % Frauen.

## Mattawa in der Popkultur
- Mattawa ist in der Adaptation des Geoff-Mack-Songs „I’ve Been Everywhere“ von Hank Snow erwähnt, der später von mehr als 130 Künstlern einschließlich Johnny Cashs gecovert wurde.
- Ein Kraftwerk in Mattawa stellte das Set für das Ende der Episode „Täuschungsmanöver“ der ersten Staffel der TV-Show Akte X – Die unheimlichen Fälle des FBI dar.